# Dan Linfoot
Daniel Craig Linfoot (Harrogate, 8 luglio 1988) è un pilota motociclistico britannico.

## Carriera
Dopo aver cominciato a correre con le minimoto è passato a gareggiare nel campionato nazionale britannico della classe 125 nel 2004, raggiungendo il quarto posto finale nella categoria l'anno successivo.
Grazie a questi risultati ha potuto debuttare nel motomondiale nella stagione 2005, grazie ad una wild card ottenuta per gareggiare nella classe 125 con una Honda RS 125 R in occasione del GP di Gran Bretagna. Al termine della gara si classifica al nono posto e ottiene i suoi primi punti iridati.
Nella stagione 2006 gareggia in otto gran premi nella classe 250 con una Honda RS 250 R ma senza ottenere piazzamenti tali da consentirgli di ottenere punti validi per la classifica iridata. Nel motomondiale 2007 resta sempre nella stessa classe ed è chiamato dal team Sicilia a sostituire Anthony West a metà stagione in sella ad un'Aprilia RSV 250. Dopo un inizio promettente in occasione del gran premio di casa dove ottiene il nono posto, non si ripete nelle 6 gare successive e viene sostituito da Federico Sandi a partire dal GP d'Australia. Al termine della stagione verrà classificato al 24º posto nel campionato piloti.
Nel 2008 ha partecipato al campionato europeo Superstock 600 con una Yamaha YZF-R6 del team StoneBaker, vince due gare con tre podi complessivi, giungendo al 5º posto nella classifica piloti. Nel 2009 passa alla supersport britannica, partecipando nello stesso anno come wildcard solo al gran premio di Francia a Magny-Cours del campionato mondiale supersport con una R6 del team Node 4 Yamaha.
Nel 2010 gareggia nel campionato Britannico Superbike alla guida di una Yamaha, nel 2011 passa ad Honda con cui si classifica diciannovesimo. Inizia il 2012 nel British Superbike con una BMW S1000RR del team Buildbase BMW Motorrad, ma dopo aver corso le prime quattro prove (8 gare) racimolando 30 punti, viene sostituito da Peter Hickman. Rimane inattivo per alcuni mesi per poi trovare nello stesso anno un accordo con il MSD R-N Racing Team India per correre come wildcard con una Kawasaki ZX-6R le ultime cinque gare in calendario nel mondiale Supersport, giungendo terzo nell'ultimo GP stagionale e chiudendo il campionato diciottesimo con 25 punti.

## Risultati in gara

### Motomondiale
| 2005 | Classe | Moto  |  |  |  |  |  |  |  |    |   |  |  |  |  |  |  |  |  |  | Punti | Pos. |
| ---- | ------ | ----- |  |  |  |  |  |  |  | -- | - |  |  |  |  |  |  |  |  |  | ----- | ---- |
| 2005 | 125    | Honda |  |  |  |  |  |  |  | NE | 9 |  |  |  |  |  |  |  |  |  | 7     | 27º  |

| 2006 | Classe | Moto  |  |  |  |  |     |    |     |  |     |    |    |     |  |  |  |     |     |  | Punti | Pos. |
| ---- | ------ | ----- |  |  |  |  | --- | -- | --- |  | --- | -- | -- | --- |  |  |  | --- | --- |  | ----- | ---- |
| 2006 | 250    | Honda |  |  |  |  | Rit | 17 | Rit |  | Rit | 19 | NE | Rit |  |  |  | Rit | Rit |  | 0     |      |

| 2007 | Classe | Moto    |  |  |  |  |  |  |  |   |     |     |    |    |     |     |     |  |  |  | Punti | Pos. |
| ---- | ------ | ------- |  |  |  |  |  |  |  | - | --- | --- | -- | -- | --- | --- | --- |  |  |  | ----- | ---- |
| 2007 | 250    | Aprilia |  |  |  |  |  |  |  | 9 | Rit | Rit | NE | 20 | Rit | Rit | Rit |  |  |  | 7     | 24º  |

| Legenda | 1º posto        | 2º posto            | 3º posto            | A punti      | Senza punti        | Grassetto – Pole position Corsivo – Giro più veloce |
| Legenda | Gara non valida | Non qual./Non part. | Ritirato/Non class. | Squalificato | '-' Dato non disp. | Grassetto – Pole position Corsivo – Giro più veloce |

### Campionato mondiale Supersport
| 2009 | Moto   |  |  |  |  |  |  |  |  |  |  |  |  |    |  | Punti | Pos. |
| ---- | ------ |  |  |  |  |  |  |  |  |  |  |  |  | -- |  | ----- | ---- |
| 2009 | Yamaha |  |  |  |  |  |  |  |  |  |  |  |  | NC |  | 0     |      |

| 2012 | Moto     |  |  |  |  |  |  |  |  |     |    |     |   |   |  | Punti | Pos. |
| ---- | -------- |  |  |  |  |  |  |  |  | --- | -- | --- | - | - |  | ----- | ---- |
| 2012 | Kawasaki |  |  |  |  |  |  |  |  | Rit | 16 | Rit | 7 | 3 |  | 25    | 18º  |

| Legenda | 1º posto        | 2º posto            | 3º posto           | A punti      | Senza punti        | Grassetto – Pole position Corsivo – Giro più veloce |
| Legenda | Gara non valida | Non qual./Non part. | Ritirato/Non class | Squalificato | '-' Dato non disp. | Grassetto – Pole position Corsivo – Giro più veloce |